# Jorge Ortiga
Jorge Ferreira da Costa Ortiga (ur. 5 marca 1944 w Brufe) – portugalski duchowny rzymskokatolicki, arcybiskup Bragi w latach 1999–2021.
Święcenia kapłańskie otrzymał 9 lipca 1967. 9 listopada 1987 papież Jan Paweł II mianował go biskupem pomocniczym Bragi, ze stolicą tytularną Nova Barbara. Sakry biskupiej udzielił mu abp Eurico Dias Nogueira. Pełnił funkcję przewodniczącego Konferencji Episkopatu Portugalii w latach 2005-2011.
5 czerwca 1999 został mianowany arcybiskupem ordynariuszem Bragi.
3 grudnia 2021 roku papież Franciszek przyjął jego rezygnację z pełnionej funkcji.